# Кузнецов, Пётр Анатольевич
Пётр Анато́льевич Кузнецо́в ( род. 14 июня 2000) — российский кёрлингист.
Мастер спорта России (кёрлинг, 2018).
Подготовку в кёрлинге прошёл в ГБУ МО «СШОР «Истина» (Дмитров), тренер Дмитрий Николаевич Степанов.
В составе мужской сборной России выступал на чемпионате Европы 2018.

## Достижения
- Чемпионат России по кёрлингу среди мужчин: золото (2022), серебро (2017, 2021), бронза (2018).
- Кубок России по кёрлингу среди мужчин: золото (2022), бронза (2021, 2023).

## Команды
| Сезон                                               | Четвёртый                | Третий              | Второй           | Первый                   | Запасной                                                                       | Турниры                                                 |
| --------------------------------------------------- | ------------------------ | ------------------- | ---------------- | ------------------------ | ------------------------------------------------------------------------------ | ------------------------------------------------------- |
| 2011—12                                             | Михаил Васьков           | Александр Коршунов  | Алексей Куликов  | Павел Мишин              | Пётр Кузнецов                                                                  | [ 5 ]                                                   |
| 2011—12                                             | Кирилл Савенков          | Алексей Хазов       | Максим Тырлов    | Пётр Кузнецов            | Александр Богатченко                                                           | [ 6 ]                                                   |
| 2013—14                                             | Кирилл Савенков          | Александр Богаченко | Пётр Кузнецов    | Роман Сергеев            | Вадим Сивачев                                                                  | [ 7 ]                                                   |
| 2015—16                                             | Кирилл Савенков          | Вадим Сивачев       | Пётр Кузнецов    | Александр Ерёмин         | Алексей Тузов                                                                  | [ 8 ]                                                   |
| 2016—17                                             | Кирилл Суровов           | Пётр Кузнецов       | Вадим Сивачев    | Роман Сергеев            |                                                                                | [ 9 ]                                                   |
| 2016—17                                             | Михаил Васьков           | Александр Ерёмин    | Алексей Тузов    | Алексей Куликов          | Пётр Кузнецов                                                                  | ЧРМ 2017                                                |
| 2017—18                                             | Кирилл Суровов           | Пётр Кузнецов       | Алексей Филиппов | Роман Сергеев            |                                                                                | [ 12 ]                                                  |
| 2017—18                                             | Михаил Васьков           | Алексей Тузов       | Пётр Кузнецов    | Алексей Куликов          |                                                                                | КРМ 2017 (5 место)                                      |
| 2017—18                                             | Александр Ерёмин         | Алексей Куликов     | Алексей Тузов    | Михаил Васьков           | Пётр Кузнецов                                                                  | ЧРМ 2018                                                |
| 2018—19                                             | Михаил Васьков           | Алексей Тузов       | Пётр Кузнецов    | Алексей Куликов          | Антон Калалб (ЧЕ) тренеры: Александр Козырев (ЧЕ, ЧРМ), Анна Грецкая (ЧЕ, ЧРМ) | ЧЕ 2018 (7 место) КРМ 2018 (9 место) ЧРМ 2019 (5 место) |
| 2019—20                                             | Михаил Васьков           | Алексей Куликов     | Пётр Кузнецов    | Кирилл Савенков          |                                                                                | КРМ 2019 (10 место)                                     |
| 2020—21                                             | Кирилл Суровов           | Алексей Филиппов    | Пётр Кузнецов    | Даниил Шмелёв            | Юрий Шустров тренеры: Д.Н. Степанов, А.Д. Грецкая                              | КРМ 2020 (6 место)                                      |
| 2020—21                                             | Александр Ерёмин         | Михаил Васьков      | Алексей Тузов    | Алексей Куликов          | Пётр Кузнецов тренеры: А.Д. Грецкая, Д.Н. Степанов                             | ЧРМ 2020 (5 место)                                      |
| 2020—21                                             | Михаил Васьков           | Алексей Тузов       | Пётр Кузнецов    | Алексей Куликов          | Кирилл Савенков тренеры: А.Д. Грецкая, Д.Н. Степанов                           | ЧРМ 2021                                                |
| 2021—22                                             | Александр Ерёмин         | Алексей Тузов       | Пётр Кузнецов    | Алексей Куликов          | Кирилл Савенков тренеры: А.Д. Грецкая, Д.Н. Степанов                           | КРМ 2021                                                |
| 2021—22                                             | Александр Ерёмин         | Михаил Васьков      | Алексей Тузов    | Алексей Куликов          | Пётр Кузнецов тренеры: А.Д. Грецкая, Д.Н. Степанов                             | ЧРМ 2022                                                |
| 2022—23                                             | Михаил Васьков           | Александр Ерёмин    | Алексей Тузов    | Алексей Куликов          | Пётр Кузнецов тренеры: А.Д. Грецкая (КРМ, ЧРМ), Д.Н. Степанов (ЧРМ)            | КРМ 2022 · ЧРМ 2023 (6 место)                           |
| 2023—24                                             | Михаил Васьков           | Александр Ерёмин    | Алексей Тузов    | Алексей Куликов          | Пётр Кузнецов тренер: А.Д. Грецкая                                             | КРМ 2023                                                |
| 2023—24                                             | Михаил Васьков           | Александр Ерёмин    | Алексей Тузов    | Пётр Кузнецов            | Кирилл Суровов тренеры: В.Н. Гудин, А.Д. Грецкая                               | ЧРМ 2024 (4 место)                                      |
| Кёрлинг среди смешанных команд (mixed curling)      |                          |                     |                  |                          |                                                                                |                                                         |
| 2016—17                                             | Кирилл Савенков          | Екатерина Толстова  | Пётр Кузнецов    | Александра Кардапольцева |                                                                                | ЧРСК 2017 (9 место)                                     |
| 2017—18                                             | Кирилл Савенков          | Анастасия Москалёва | Пётр Кузнецов    | Дарья Стёксова           |                                                                                | КРСК 2017 (9 место)                                     |
| 2018—19                                             | Михаил Васьков           | Ольга Котельникова  | Пётр Кузнецов    | Дарья Стёксова           |                                                                                | ЧРСК 2019 (4 место)                                     |
| 2019—20                                             | Михаил Васьков           | Влада Румянцева     | Пётр Кузнецов    | Анастасия Мищенко        | тренеры: А.Д. Грецкая, Т.А. Лукина                                             | ЧРСК 2020 (4 место)                                     |
| 2020—21                                             | Влада Румянцева          | Алексей Филиппов    | Ирина Рязанова   | Пётр Кузнецов            |                                                                                | ЧРСК 2021 (5 место)                                     |
| 2021—22                                             | Кирилл Суровов           | Анастасия Мищенко   | Пётр Кузнецов    | Александра Кардапольцева | тренер: А.Д. Грецкая                                                           | КРСК 2021 (4 место)                                     |
| 2021—22                                             | Кирилл Суровов           | Ольга Котельникова  | Пётр Кузнецов    | Ирина Рязанова           |                                                                                | ЧРСК 2022 (9 место)                                     |
| 2023—24                                             | Алексей Стукальский      | Анастасия Москалёва | Пётр Кузнецов    | Полина Мосяга            | тренер: Василий Гудин                                                          | ЧРСК 2024 (6 место)                                     |
| Кёрлинг среди смешанных пар (mixed doubles curling) |                          |                     |                  |                          |                                                                                |                                                         |
| 2014—15                                             | Ольга Котельникова       | Пётр Кузнецов       |                  |                          |                                                                                | КРСП 2014 (13 место)                                    |
| 2016—17                                             | Екатерина Толстова       | Пётр Кузнецов       |                  |                          |                                                                                | КРСП 2016 (17 место)                                    |
| 2017—18                                             | Ольга Котельникова       | Пётр Кузнецов       |                  |                          |                                                                                | КРСП 2017 (5 место)                                     |
| 2017—18                                             | Ксения Шевчук            | Пётр Кузнецов       |                  |                          |                                                                                | ЧРСП 2018 (17 место)                                    |
| 2018—19                                             | Влада Румянцева          | Пётр Кузнецов       |                  |                          |                                                                                | КРСП 2018 (4 место)                                     |
| 2020—21                                             | Ирина Рязанова           | Пётр Кузнецов       |                  |                          |                                                                                | КРСП 2020 (10 место)                                    |
| 2020—21                                             | Ольга Котельникова       | Пётр Кузнецов       |                  |                          |                                                                                | ЧРСП 2021 (8 место)                                     |
| 2021—22                                             | Александра Кардапольцева | Пётр Кузнецов       |                  |                          | тренер: Анна Грецкая                                                           | КРСП 2021 (14 место)                                    |

(скипы выделены полужирным шрифтом)